# Australia de Sud
Australia de Sud (engleză South Australia) este unul din statele Australiei, fiind situat în sudul continentului. Capitala statului este Adelaide. Statul se învecinează cu Australia de Vest la vest, cu Teritoriul de Nord la nord și Victoria la sud-est.

## Istorie
Primii europeni ce au cercetat coasta de sud a regiunii au fost olandezii, în 1627, conduși de Francois Thijssen. În 1834, pe acest teritoriu, au fost înființate primele colonii, ce urmau să pună bazele viitoarei provincii Australia de Sud. Australia de Sud a fost unica provincie britanică din Australia în care nu fuseseră înființate colonii de deținuți. În 1836 este proclamată provincia Australia de Sud, fiind unicul stat australian care a avut statutul de provincie încă de la înființarea sa. 

## Geografie
Australia de Sud este situat pe coasta sudică a Australiei. Majoritatea teritoriului este ocupat de semideșerturi și deșertul Nullarbor.

## Populație
Potrivit recensamantului australian din 2016:
1. stramosii cei mai des invocati sunt:

- 40,5% englezi;
- 35,5% australieni;
- 8,9% scotieni;
- 8,5% irlandezi;
- 8,2% nemti;
- 6,1% italieni;
- 3,3% chinezi;
- 2,4% greci;
- 2,1% indieni;
- 2% aborigeni;
- 1,7% olandezi;
- 1,3% vietnamezi;
- 1,2% polonezi; si
- 1% filipinezi.

28,9% din populatia Australiei de Sud a declarat ca s-a nascut in afara tarii. 

## Climă
Clima este aridă. Cad relativ puține precipitații, în special în ianuarie–februarie. Temperatura medie în ianuarie este de 29 °C, iar în iulie este de 15 °C.

## Economie
Australia de Sud este relativ sărac în resurse minerale. Agricultura este dezvoltată, în special pe ramura vinicolă. Australia de Sud este principalul producător de vinuri din Australia. Grâul este crescut în special în zonele de coastă, unde clima este favorabilă. Industria este dezvoltată, în special cea constructoare de mașini. Un rol important joacă și industria farmaceutică.